# Hotel Cipriani

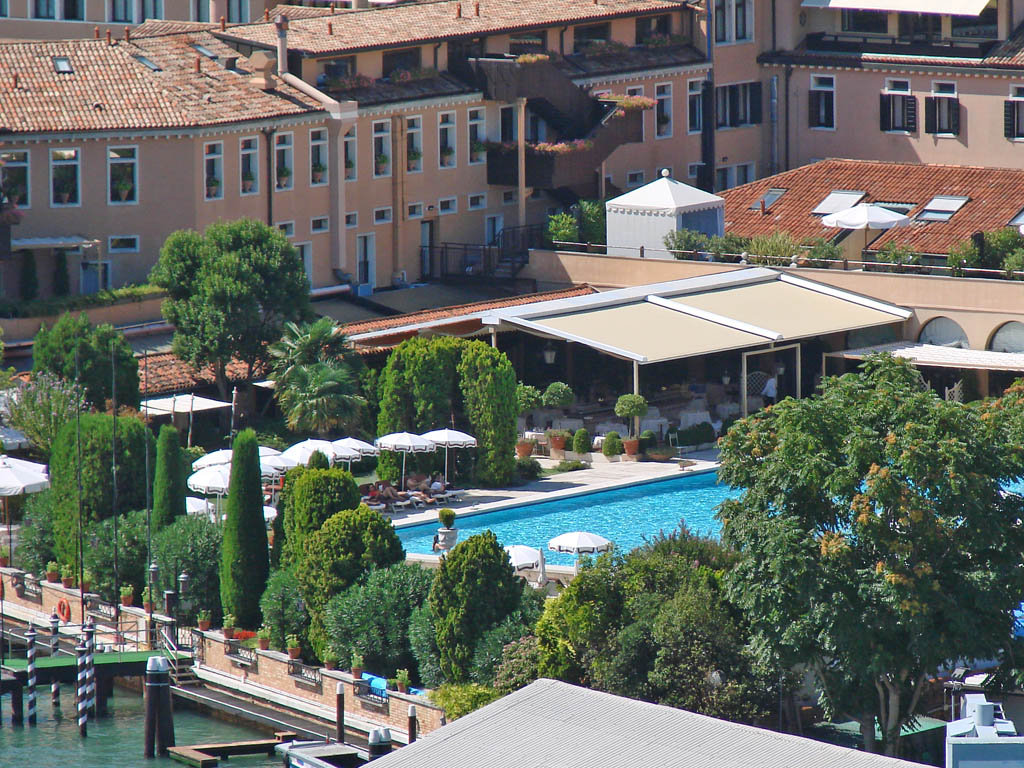
Una vista della piscina

Il Belmond Hotel Cipriani è un hotel di lusso sull'isola della Giudecca a Venezia. È raggiungibile da Piazza San Marco, con la lancia dell'hotel, in cinque minuti.

## Storia
L'hotel è stato aperto nel 1958 da Giuseppe Cipriani, fondatore dell'Harry's Bar di Venezia e inventore del cocktail Bellini. Oltre a Giuseppe Cipriani i soci erano le tre figlie di Rupert Guinness, conte di Iveagh, il quale aveva finanziato l'attività. Le tre figlie, la viscontessa Boyd di Merton, Lady Honor Svedar e Lady Brigid Guinness, avevano una suite progettata e riservata a loro e alle loro famiglie.
Le camere furono decorate con mobili veneziani, tra cui lampadari in vetro di Murano, tessuti Fortuny e opere d'arte veneziane.
L'hotel ebbe un immediato successo. Nel 1962 il Conte Guinness chiese a Giuseppe Cipriani di ricostruire e gestire l'Hotel Belvedere nella sua proprietà ad Asolo; questo fu ristrutturato e riaperto con il nome di Hotel Villa Cipriani.
Nel 1968 l'Hotel della Giudecca si ampliò e furono acquistati alcuni terreni adiacenti dove fu realizzata una piscina olimpica, l'unica nel centro di Venezia.
Nel 1976, l'Hotel Cipriani fu acquistato per 900000 £  dalla società Sea Containers Ltd che creò il settore dedicato al Leisure denominato Orient-Express Hotels Ltd.
L'albergo si allargò ulteriormente nell'adiacente Palazzo Vendramin, un palazzo del XV secolo affacciato sulla laguna  e su piazza San Marco.
Un ristorante chiamato Cip's Club fu realizzato su un pontile nella laguna e nel 1990 gli antichi granai della Repubblica (adiacenti all'Hotel) furono aperti come spazio per eventi.
Nel 2014, l'Hotel Cipriani cambia il nome in Belmond Hotel Cipriani in seguito al rebranding della catena Orient-Express Hotels come Belmond Ltd.
Nell'aprile 2014 l'hotel ha aperto il ristorante Oro, progettato da Adam Tihany, che a dicembre 2015 è stato premiato con una stella Michelin.
Sempre nel 2014 l'Hotel è teatro del matrimonio di George Clooney con Amal Alamuddin.
Nel maggio 2025 Belmond – entrata a far parte del gruppo LVMH – iniziato la ristrutturazione ad opera all’architetto statunitense Peter Marino.